# Superafim
"Superafim" é um single da banda brasileira de rock alternativo, new wave e electrorock Cansei de Ser Sexy, lançado em 15 de dezembro de 2005. A canção está presente na primeira versão lançada apenas no Brasil do primeiro álbum da banda, o homônimo Cansei de Ser Sexy. A música é a única do disco cantada integralmente pela outra vocalista da banda, Clara Lima, que também compôs a canção junto de Adriano Cintra e Carlos Dias.

## Lançamento e divulgação
A canção foi apresentada ao público pela primeira vez em 2004, quando a banda foi atração do Tim Festival, tocando antes dos 2 Many DJs e no mesmo palco dos Kraftwerk. Em 2005, antes de ser lançada, ficou bastante conhecida quando foi tocada no festival Campari Rock. Apesar de não ter sido incluida nos dois primeiros EPs independentes da banda, Em Rotterdam Já É uma Febre e A Onda Mortal / Uma Tarde com PJ, a canção acabou sendo a mais conhecida pelo público geral, ao lado da faixa "Bezzi", fazendo com que fosse lançada em 15 de dezembro de 2005.
"Superafim" ainda integrou a trilha sonora da sexta edição do reality show Big Brother Brasil, da Rede Globo, sendo tocada como tema geral dos participantes, tocada geralmente durante o dia em que aconteciam as festas. A canção, porém, não foi incluida na versão internacional do álbum homônio Cansei de Ser Sexy, lançado apenas com canções em inglês.

## Recepção da crítica
O site Não Se Restrinja declarou que a canção é interessante e bem composta, acrescentando que "esse tipo de letra que fala diretamente o que se quer dizer, termina sendo mais interessante do que as péssimas poesias metidas a cult da maioria das bandas da música brasileira"

## Faixas
download digital
1. "Superafim"

## Paradas
| Paradas (2005/2006) | Posições |
| ------------------- | -------- |
| Brasil Hot 100      | 45       |